# 포켓몬 카페 믹스
포켓몬 카페 믹스는 포켓몬 컴퍼니에서 만든 퍼즐 비디오 게임이다.